# Anthene sylvanus
Anthene sylvanus (Drury, 1773) è un lepidottero appartenente alla famiglia Lycaenidae, diffuso in Africa occidentale e centrale.